# Hans Schlegel
Hans Wilhelm Schlegel (Überlingen, 3 de agosto de 1951) es un físico alemán, astronauta de la Agencia Espacial Europea y veterano de uno de los viajes de transbordador espacial de la NASA.

## Biografía
Nació y creció en Alemania, se graduó como estudiante de intercambio internacional en el Lewis Central High School, en Iowa, antes de estudiar física en la Universidad Técnica de Aquisgrán, en su ciudad natal. Llevó a cabo investigaciones sobre física de superconductores antes de ser entrenado como astronauta a finales de la década de los 1980. Voló como especialista en 1993 a bordo del transbordador espacial en la misión STS-55, que incluía el laboratorio espacial de investigación D-2, financiado por Alemania
Entre 1995 y 1997 se entrenó como miembro de la tripulación para la misión alemano-rusa en la nave Soyuz TM-25, y más tarde recibió más entrenamiento en Rusia para prepararse como segundo ingeniero de a bordo para la estación espacial Mir. Desde 1998 ha sido miembro del Cuerpo Europeo de Astronautas con sede en el Centro Europeo de Astronautas.
Schlegel fue asignado a la misión STS-122. En ésta se puso el laboratorio Columbus en órbita y se conectó a la Estación Espacial Internacional.